# Réjean Robidoux
Pour les articles homonymes, voir Robidoux.
Réjean Robidoux  né à Sorel le 24 juin 1928 et mort à Ottawa le 9 juillet 2017 est un écrivain, critique et professeur québécois.

## Biographie
Réjean Robidoux est le fils de René Robidoux et de Marie-Anne Millette. Il a effectué ses études primaires à l'Académie du Sacré-Cœur de Sorel (1934-1940), puis ses études secondaires au Séminaire de Chambly (1940-1946). Par la suite, il a fait des études à l'Université Angelicum de Rome (1947-1954), à l'Université d'Ottawa (1954-1955), à l'Université Laval à Québec où il a reçu la médaille d'or du Lieutenant gouverneur de la province de Québec (1955-1958) et à la Sorbonne à Paris (1958-1962). Sa thèse est intitulée "Religion, métaphysique et morale chez Roger Martin du Gard".
Il est reconnu comme un spécialiste de la littérature québécoise des XIXe et  XXe siècles. Il a commencé sa carrière en enseignant à l’Université d'Ottawa, d'abord en tant que chargé de cours (1954-1958), puis comme professeur adjoint (1958-1965) et enfin comme professeur agrégé (1965-1967). Par la suite, il a enseigné à l’Université de Toronto comme professeur invité (1967), professeur agrégé (1967-1968) et professeur titulaire (1968-1974). Réjean Robidoux a également été professeur invité à l'Université de Montréal (1968) et à la Queen's University (1974-1975). Il a terminé sa carrière à l'Université d'Ottawa, en devenant professeur titulaire (1974-1989) puis professeur émérite (1990). Pendant son mandat à l'Université d'Ottawa, il a occupé le poste de directeur du Département des lettres françaises de 1978 à 1985 et de directeur intérimaire du Centre de recherche en civilisation canadienne-française (CRCCF) de 1988 à 1989.

## Publications (sélection)

### Livres
- D’éloge et de critique. Études littéraires, Ottawa, David, coll. « Voix savantes », 2005, 468 p.  (ISBN 2-89597-047-5)
- Fonder une littérature nationale : notes d’histoire littéraire, Ottawa, David, 1994, xii/208 p. Préface de Roger Lemoine.  (ISBN 2980398233)
- Connaissance de Nelligan, Montréal, Fides, coll. « Le Vaisseau d’or », 1992, 183 p.  (ISBN 2762116082)
- La création de Gérard Bessette : essai, Montréal, Québec/Amérique, coll. « Littérature d’Amérique », 1987, 210 p.
- Le traité du narcisse (théorie du symbole) d’André Gide, Ottawa, Éditions de l’Université d’Ottawa, coll. « Cahier d'inédits », 10, 1978, 131 p.  (ISBN 0776642405)
- Le roman canadien-français du vingtième siècle, Ottawa, Éditions de l’Université d’Ottawa, coll. « Visages des lettres canadiennes », 3, 1966, 221 p. (Avec André Renaud)
- Martin du Gard et la religion, Paris, Aubier, 1964, 395 p.

### Éditions critiques
- Dantin, Louis, Émile Nelligan et son Œuvre, Montréal, Presses de l’Université de Montréal, coll. « Bibliothèque du Nouveau Monde », 1997, 298 p. Édition critique par Réjean Robidoux.  (ISBN 9782760616998)
- Nelligan, Émile, Œuvres complètes, Montréal, Fides, 1991, 2 vol. Vol. 1. Poésies complètes 1896-1941, édition critique établie par Réjean Robidoux et Paul Wyczynski.  (ISBN 2762115604) Réédition : Montréal, Fides, « Collection du Nénuphar », no 72, 2004, 413 p.  (ISBN 2762125219)

### Articles et chapitres de livres
- « Crémazie, Octave  », dans Dictionnaire biographique du Canada, vol. 10, Université Laval/University of Toronto, 2003-.
- « Les Soirées canadiennes et le Foyer canadien dans le mouvement littéraire québécois de 1860, étude d’histoire littéraire », Revue de l’Université d’Ottawa, no XXVIII, 1958.
- « “Fonder une littérature nationale.” Henri-Raymond Casgrain », dans François Gallays, Sylvain Simard et Paul Wyczynski (sous la dir. de), L'essai et la prose d’idées au Québec, Montréal, Fides, coll. « Archives des lettres canadiennes », no 6, 1985, p. 271-280.  (ISBN 2-7621-1279-6)

## Honneurs
- 1964 - Prix du Gouverneur général pour Martin du Gard et la religion;
- 1980 - Membre de la Société royale du Canada;
- 1985 - Bourse Killam;
- 2007 - Prix du CRCCF[5].

### Sources
- Gallays, François, « Essai de critique littéraire : de 1961 à 1980 », dans François Gallays, Sylvain Simard et Paul Wyczynski (sous la dir. de), L’essai et la prose d’idées au Québec, Montréal, Fides, coll. « Archives des lettres canadiennes », no 6, 1985, p. 109-141.  (ISBN 2-7621-1279-6)
- Grisé, Yolande et Robert Major (sous la dir. de), Mélanges de littérature canadienne-française et québécoise offerts à Réjean Robidoux, Ottawa, Presses de l’Université d’Ottawa, coll. « Cahiers du Centre de recherche en civilisation canadienne-française », no 29, 1992, 430 p. Ill.  (ISBN 2760303659)